# لاك ساغواي (كيبك)
لاك ساغواي (بالإنجليزية: Lac-Saguay, Quebec)‏ هي بلدية محلية في كيبيك تقع في كندا في Antoine-Labelle Regional County Municipality. يقدر عدد سكانها بـ 446 نسمة ومساحتها 184.90 كم2 .

## أعلام
- كلود غوثير